# Buckley Cemetery
Der Buckley Cemetery ist ein Friedhof von 1891 in Buckley  im Pierce County im US-Bundesstaat Washington. Er befindet sich auf 211 Meter Höhe über dem Meeresspiegel. Der Friedhof befindet sich auf Nummer 600 der Cemetery Road. Er ist von Dienstag bis Freitag von 7 bis 17 Uhr zugänglich.